# 天主教帕拉尼亚克教区
天主教帕拉尼亚克教区 （拉丁語：Dioecesis Paranaquensis）是菲律賓一個羅馬天主教教區，屬天主教马尼拉总教区。位於馬尼拉大都會南部，包括帕拉納克市、拉斯皮納斯市和文珍俞巴市。
2004年有教友1,269,122人、47個堂區、185名司鐸。現任教區主教為葉瑟‧猶金‧梅爾加多。2002年12月7日升為教區。